# 市川奈央
市川 奈央（いちかわ なお、1986年10月7日 - ）は、オスカープロモーション所属の女性モデル。
群馬県出身、血液型AB型。身長168cm。

## 来歴・人物
- 群馬県館林市にて5人姉妹の末っ子[1]として生まれる。父親は地元のミニバスケットボールチームのコーチを務めており、小学生時代は同チームのメンバーとして参加していた[2]。
- 2007年、『恋のから騒ぎ』（日本テレビ系）14期生として出演。塩村文夏（現・放送作家）などと同期だった。
- 2011年度ミス・インターナショナル&ミス・ワールド日本代表選出大会にて、準ミス・ワールド日本代表とミスWEBジェニック賞をダブル受賞した[3]。
- 趣味はクラシックバレエ、海外ドラマ鑑賞。特技は書道。
- スポーツはバスケットボール、水泳、陸上、ヨガ。
- 同じ事務所の岸本千尋とは仲が良く、プライベートでも食事に誘うほどである[4]。

## 出演

### バラエティ
- 美少女ヌードル （2012年4月5日、テレビ朝日）
- 第54回日本レコード大賞（2012年12月30日、TBS） - アシスタント  共演：北村舞、香川美紀[5]
- 第46回日本有線大賞（2013年12月11日、TBS） - アシスタント[6]
- 第55回日本レコード大賞（2013年12月30日、TBS） - アシスタント  共演：木谷有里、小林眞琴、梅本美優[7][8]

### CM
- 三菱自動車 アウトランダー（2010年）
- カリフォルニアプルーン（2013年）